# Alexa Uifăleanu
Alexa Uifăleanu (* 23. Oktober 1947; † 17. Dezember 2013) war ein rumänischer Fußballspieler und -trainer.

## Karriere
Uifăleanu bestritt zwischen 1966 und 1979 214 Ligaspiele für Universitatea Cluj in der Divizia A. Größter Erfolg war hierbei der dritte Tabellenplatz in der Spielzeit 1971/72, der die Teilnahme am UEFA-Pokal bedeutete. Im UEFA-Pokal 1972/73 schied die Mannschaft jedoch in der ersten Runde trotz eines 4:1-Heimerfolges gegen den bulgarischen Vertreter Lewski Sofia aus dem Wettbewerb aus. Uifăleanu hatte hierbei den Treffer zum 4:1-Endstand erzielt.
Anfang der 1990er Jahre war Uifăleanu kurzzeitig Cheftrainer des Klubs, für den er lange Jahre in der Jugendarbeit aktiv war.